# City of Blacktown
City of Blacktown – obszar samorządu terytorialnego w zachodniej części aglomeracji Sydney, największego skupiska ludzkiego Australii. Liczy 271 709 mieszkańców (2006), co daje mu pozycję najludniejszej jednostki samorządu terytorialnego w całym stanie Nowa Południowa Walia. Znajduje się ok. 35 km od centrum Sydney. Powierzchnia obszaru wynosi 240 km².
W skład obszaru wchodzą następujące osiedla: Acacia Gardens, Arndell Park, Bidwill, Blackett, Blacktown, Colebee, Dean Park, Dharruk, Doonside, Eastern Creek, Emerton, Glendenning, Glenwood, Hassall Grove, Hebersham. Huntingwood, Kellyville Ridge, Kings Langley, Kings Park, Lalor Park, Marayong, Marsden Park, Minchinbury, Mount Druitt, Oakhurst, Parklea, Plumpton, Prospect, Quakers Hill, Riverstone, Ropes Crossing, Rouse Hill, Rooty Hill, Schofields, Seven Hills, Shalvey, Shanes Park, Stanhope Gardens, The Ponds, Toongabbie, Tregear, Whalan, Willmot i Woodcroft.

## Współpraca
- Porirua, Nowa Zelandia
- Suseong, Korea Południowa
- Liaocheng, Chińska Republika Ludowa
- Hrabstwo Liverpool Plains, Australia

## Galeria

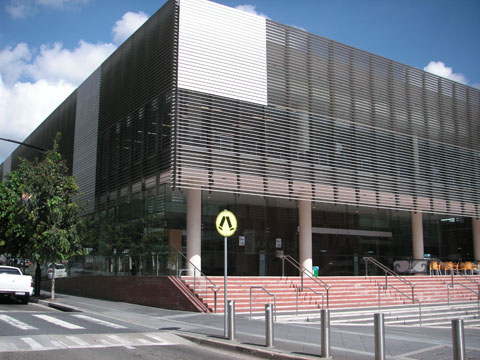
Biblioteka im. Maxa Webera
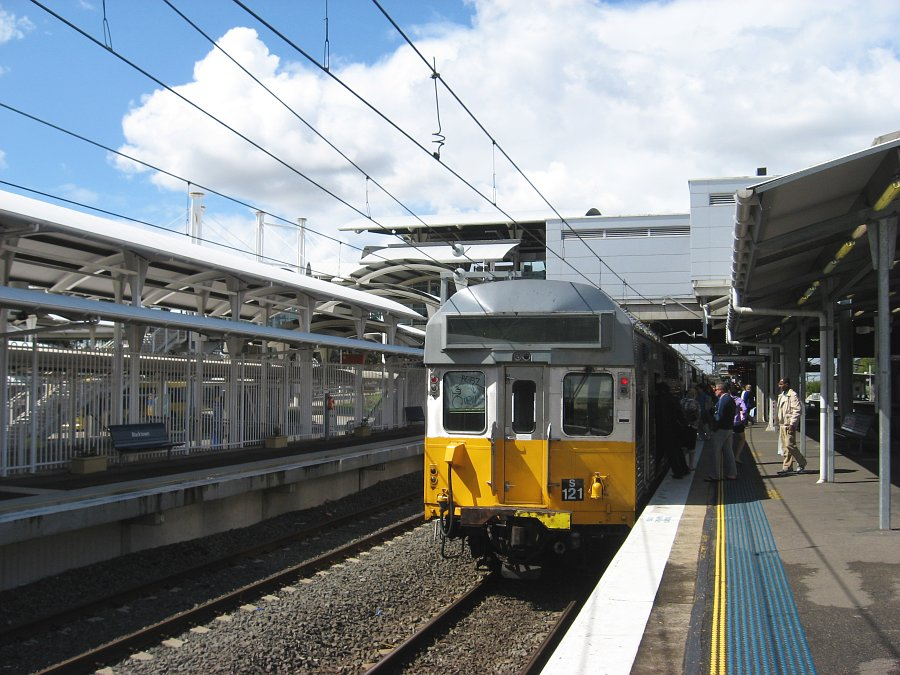
Stacja kolejowa Blacktown
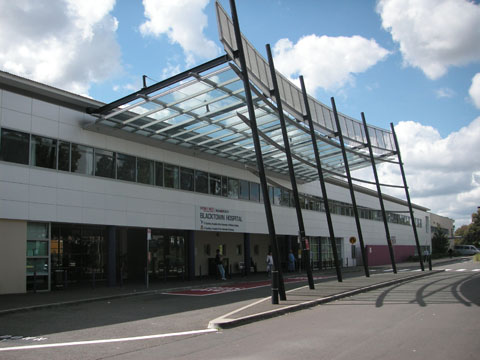
Szpital Blacktown
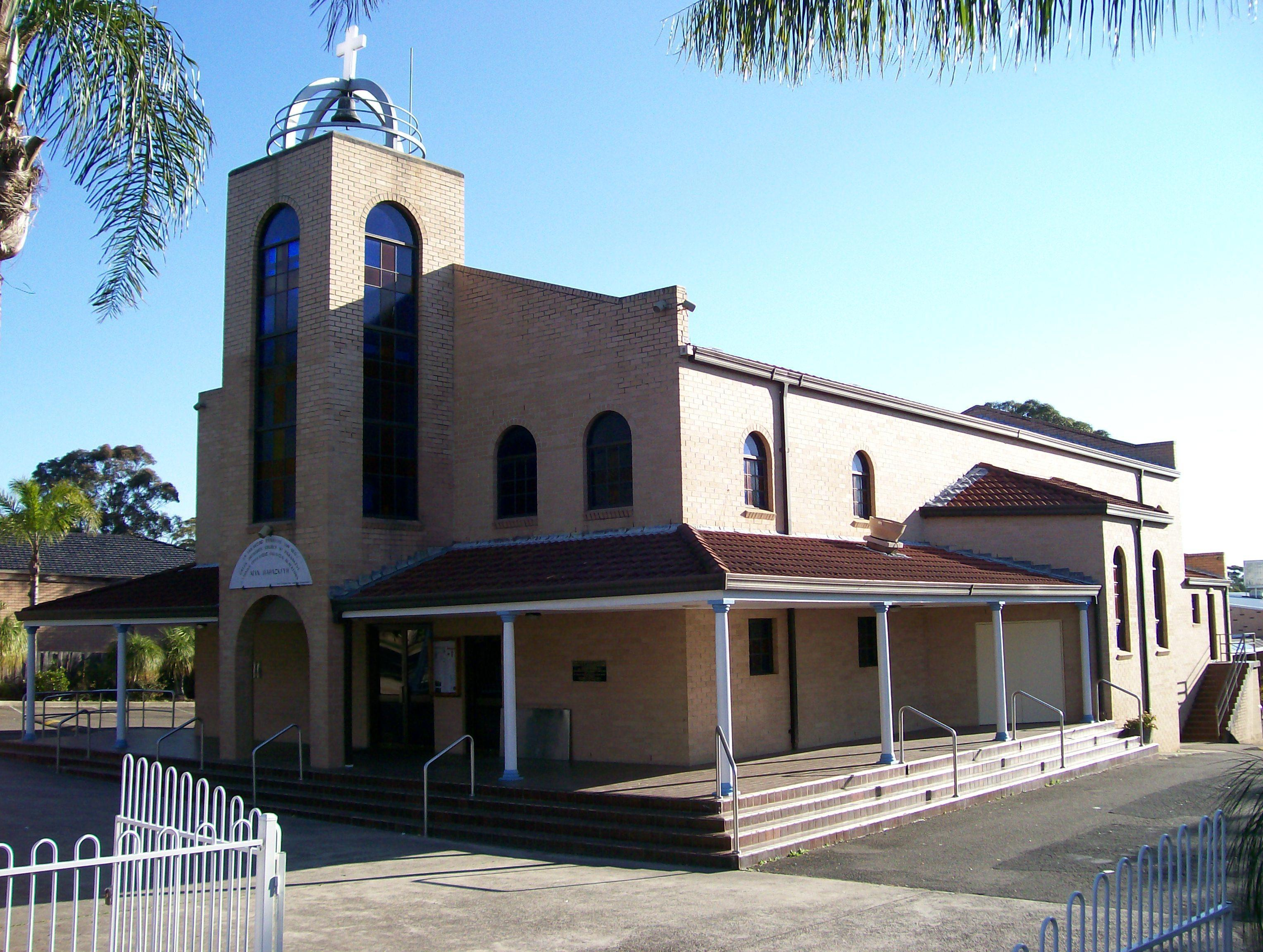
Świątynia Greckiej Cerkwi Prawosławnej